# Forgiveness
《forgiveness》（原諒）是日本歌手濱崎步第30張單曲，2003年8月20日於日本發售。

## 說明
- 為紀念本作為第30張單曲，於同年10月舉辦了紀念名義的特別演唱會「A museum ～30th single collection live～」。
- 本作銷售量創下新低紀錄（累積僅達22萬張），寫下自第6張單曲《WHATEVER》以來的新低紀錄。
- 《forgiveness》其後收錄於2003年12月17日發售的第一張迷你專輯《Memorial address》當中，但未收錄於2007年2月28日發售的精選集《A BEST 2》，僅收錄於2008年發售的單曲精選輯《A COMPLETE ~ALL SINGLES~》當中。
- 本作收錄了前作《&》當中，收錄歌曲《ourselves》、《HANABI 〜episode II〜》的混音版本。

## 收錄歌曲
全曲作詞：濱崎步
1. forgiveness
作曲：CREA + D・A・I / 編曲：CMJK
TBS電視台「高原へいらっしゃい」主題歌
2. ourselves "Kentaro Takizawa remix"
3. HANABI ～episode II～ "HΛL'S MIX 2003"
4. forgiveness -Instrumental-